# والت ويلموت
والت ويلموت (بالإنجليزية: Walt Wilmot)‏ هو لاعب كرة قاعدة أمريكي، ولد في 18 أكتوبر 1863 في بلوير في الولايات المتحدة، وتوفي في 1 فبراير 1929 في شيكاغو في الولايات المتحدة.

## وصلات خارجية
- والت ويلموت على موقعبيزبول رفرنس.كوم (الدوري الرئيسي) (الإنجليزية)
- والت ويلموت على موقعبيزبول رفرنس.كوم (الدوري الثانوي) (الإنجليزية)